# Acta Chimica Slovenica
Acta Chimica Slovenica (abrégé en Acta Chim. Slov. ou ACSi) est une revue scientifique à comité de lecture. Ce trimestriel publie des articles de recherches originales dans tous les domaines de la chimie.
D'après le Journal Citation Reports, le facteur d'impact de ce journal était de 0,686 en 2014. Tous les articles parus depuis 1998 sont en libre accès. Actuellement, le directeur de publication est Aleksander Pavko.